# فینال جام حذفی فوتبال انگلستان ۱۸۹۶
فینال جام حذفی فوتبال انگلستان ۱۸۹۶، رقابت پایانی جام حذفی فوتبال انگلستان در سال ۱۸۹۶ میلادی است که مابین دو تیم باشگاه فوتبال شفیلد ونزدی و باشگاه فوتبال ولورهمپتون در کریستال پالاس لندن برگزار شده‌است.
این مسابقه که در تاریخ ۱۸ آوریل ۱۸۹۶ انجام شده‌است با نتیجه ۲ بر ۱ به سود تیم باشگاه فوتبال شفیلد ونزدی به پایان رسید.